# Kyselina fluoroantimoničná
Kyselina fluoroantimoničná (HSbF6), taktéž nazývaná kyselina hexafluoroantimoničná, je druhou nejsilnější známou kyselinou (silnější je pouze helonium) a řadí se mezi superkyseliny (je asi 2×1019krát silnější než koncentrovaná kyselina sírová). Její hodnotou H0 je −31,3.
Kyselina fluoroantimoničná se může přechovávat pouze v nádobách z teflonu, které jako jediné nedokáže rozleptat.
Reakce vzniku kyseliny fluoroantimoničné: